# Johannes Duiker
Johannes Duiker, anche noto come Jan Duiker (L'Aia, 1º marzo 1890 – Amsterdam, 23 febbraio 1935), è stato un architetto olandese, uno dei più grandi rappresentanti del costruttivismo.

## Progetti

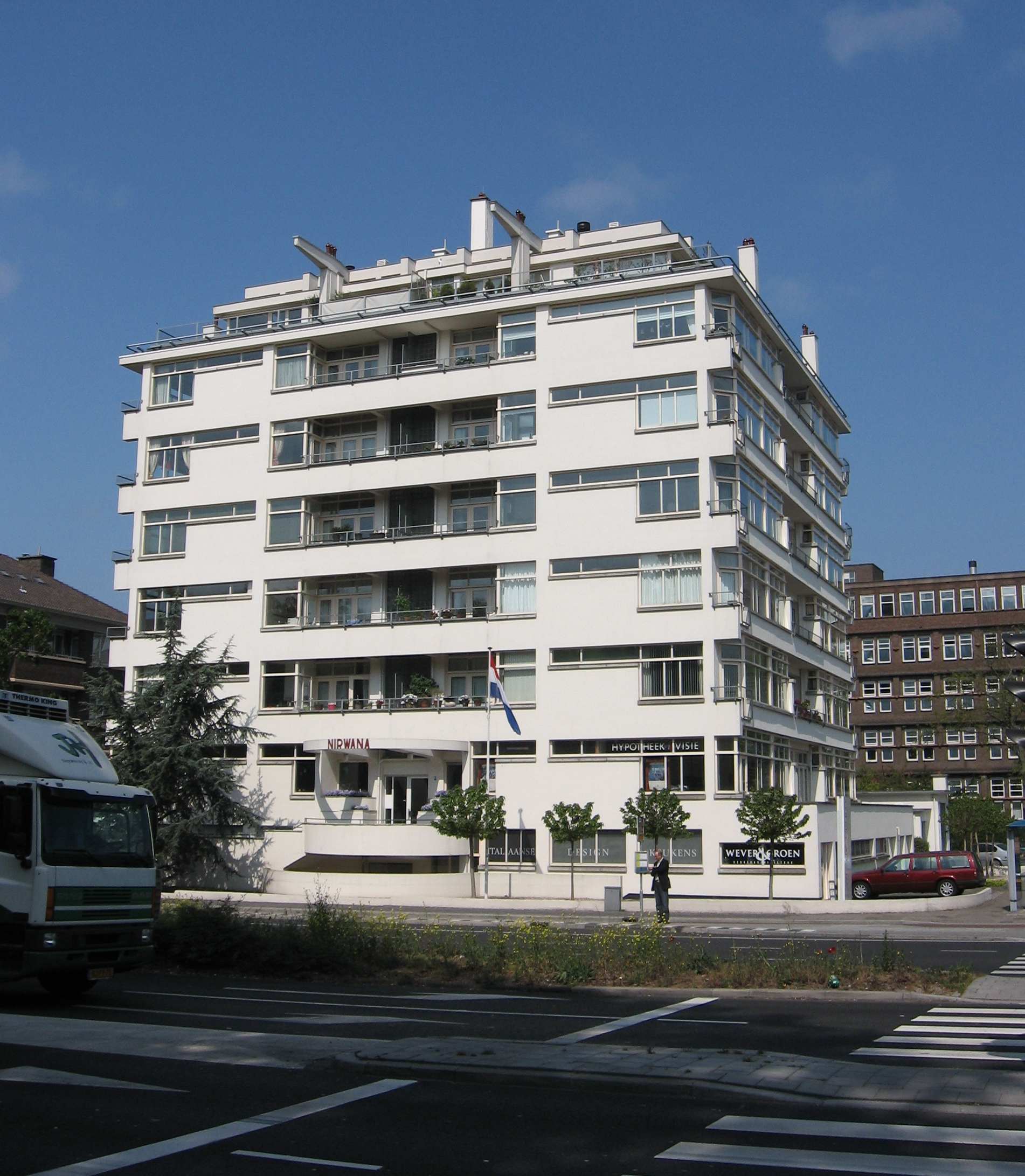
Il Nirwana Flat a L'Aia, 1928-1930

- Abitazioni nella città de L'Aia (1919-1922): J.v.Oldenbarneveldtlaan, Imhoffplein, Jacob Catslaan, Eikstraat, Ieplaan, Thomsonlaan, Thomsonplein ecc.
- "Meer en Bosch", area residenziale con ville a L'Aia-Kijkduin (1921-1923).
- Villa unifamiliare a Aalsmeer (1924-1925).
- Sanatorio di Hilversum (studi del progetto a partire dal 1919, costruzione 1926-1928). Nominata per entrare a far parte della lista dei patrimoni dell'umanità.[1]
- "Nirwana Flat", edificio residenziale a L'Aia (1928-1930).
- "Openluchtschool", scuola open air di Amsterdam-Sud (1929-1930).
- "Derde Ambachtschool", scuola tecnica a L'Aia-Scheveningen (1930-1931).
- "Cineac", cinema in Amsterdam (1934).
- "Winter", grandi magazzini in Amsterdam (1934-1935), demoliti.
- "Gooiland", hotel e teatro in Hilversum (1934-1936), terminato da Bernard Bijvoet nel 1936.